# كأس التحدي الآسيوي لهوكي الجليد
كأس التحدي الآسيوي لهوكي الجليد (بالإنجليزية: IIHF Challenge Cup of Asia)‏ هي بطولة تجرى ضمن تصفيات بطولة العالم لهوكي الجليد وذلك لأجل خفض عدد المنتخبات المتنافسة في البطولة بمشاركة 7 منتخبات. بدأت في سنة 2008 حيث أجريت أول بطولة في هونغ كونغ، يعتبر منتخب الصين تايبيه الوطني لهوكي الجليد أكثر من فاز بها 6 مرات، كما فاز بها منتخب الإمارات العربية المتحدة الوطني لهوكي الجليد 3 مرات ومنتخب منغوليا الوطني لهوكي الجليد مرتين ومنتخب هونغ كونغ الوطني لهوكي الجليد مرة واحدة.